# 和田真希
和田 真希（わだ まき、1984年 - ）は、日本の小説家。日本ペンクラブ会員。

## 経歴・人物
静岡県富士宮市生まれ。多摩美術大学美術学部芸術学科を卒業する。ヨガインストラクターを経る。2011年、神奈川県西丹沢の限界集落に移住する。
2016年、「遁」で産業編集センター出版部が主催する第3回暮らしの小説大賞大賞を受賞する（出版社特別賞は小林栗奈「利き蜜師」）。受賞に際し、「小説を全力で書くことは、全力で暮らすことと同じだった」と語っている。同年、同作を『野分けのあとに』と改題し刊行、小説家デビューを果たす。農業を営む傍ら、子育てや絵の制作、執筆を行っている。鉛筆画や水彩画の画家としても活動している。好きな作家として、鴨長明、坂口安吾、川崎長太郎を挙げている。
2018年、「飢渇川」で日本農民文学会が主催する第61回農民文学賞を受賞。

## 作品リスト

### 単行本
- 『野分けのあとに』（2016年10月 産業編集センター）

### 雑誌掲載作品
小説
- 「飢渇川」 - 『農民文学』318号（2018年）

エッセイなど
- 「「農民文学と女性」座談会 : 小説を中心にこれまでとこれから」 - 『農民文学』332号（2023年）